# الإسكافية العجيبة
الإسكافية العجيبة (بالإسبانية: La zapatera prodigiosa)‏ هي مسرحية من تأليف فدريكو جارسيا لوركا تم كتابتها بين الأعوام 1926 و1930 وعرضت لأول مرة عام 1930 في مدريد.

## الحبكة
تحكي المسرحية قصة العلاقة المضطربة بين زوجين يكون الزوج أكبر سنا من زوجته بثمانية عشر عاما. لم تكن الزوجة راضية من الزواج وحلمت بحياة أخرى فجعلت تقسو على زوجها وتختلق الشجارات، حتى دفعته إلى الهرب من البيت مما يضطرها إلى جعل بيتها مشرباً. تتعرض الزوجة للعديد من المضايقات والمتاعب وتجبر أن تواجه مريدين كثر فتتغيّر نظرتها إلى زوجها وتراه خير الرجال وتطرد العشاق المتهافتين عليها. ويعود الزوج متخفياً فيرى إخلاص زوجته ويتحقق من رغبتها في عودته فيكشف لها عن شخصيته لكن الزوجة تعود إلى شقائها مرة أخرى.
تحوي المسرحية قصيدة يلقيها الزوج متنكرا بزي محرك الدمى. تشكل القصيدة صيغة مختصرة للمسرحية.

## عروض عربية
قامت بعرض المسرحية عدد من المسارح العربية فعرضت في مصر بين الأعوام 1972 و1973 من إخراج نبيل الألفي كما عرضت في الأردن بإخراج حسين نافع.